# DCI-P3

The CIE 1931 色彩空间光谱图。三角形的三个顶点是 DCI-P3 色彩空间的三个原色。 DCI-P3 D65 使用 Illuminant D65 作为白点。

DCI-P3，或 DCI/P3, 美國電影行業推出的一種廣色域標準，是目前數位電影回放設備的色彩標準之一。DCI是數位電影聯合[Digital Cinema Initiatives]的縮寫，主要由包括MGM、Disney、Universal、Warner、20th Century Fox 和 SPE 等多家美國的影業巨頭於2002年組織成立。

## 历史

### 早期历史
在 CIE 1931 xy 色彩空间中，DCI-P3 色彩空间覆盖了 45.5% 的全色域和 86.9% 的常见色域，在 CIE 1976  色度图覆盖率分别是 41.7% 和 85.5%。 蓝色原色与 sRGB 和 Adobe RGB 相同; 红色原色是波长 615 纳米单色光源。DCI-P3 由数位电影倡导联盟(DCI) 组织定义电影电视工程师协会 (SMPTE) 在SMPTE EG 432-1和SMPTE RP 431-2中发布。作为实施 2020 倡议的一个步骤，预计将于 2020 在电视系统和家庭影院领域获得更广泛的采用。

### 2015-2016
2015 年 9 月，苹果公司 iMac 作为第一个采用内置 P3 广色域的消费级电脑.
2016 年 4 月，UHD 联盟宣布超高画质规则，其设备必须覆盖 90% 以上的 DCI-P3 色彩空间。
2016 年 6 月，三星 Galaxy Note 7 配备 100% DCI-P3 色域的 HDR 螢幕.
2016 年 9 月，苹果的 9.7 英寸 iPad Pro 螢幕支持 P3 色域。
2016 年 9 月，苹果的 iPhone 7 配备了广色域螢幕，支持 P3。
2016 年 10 月，微软 Surface Studio 台式电脑亮相，支持 P3 广色域。
2016 年 10 月，苹果新款 MacBook Pro 笔记本电脑配备广色域螢幕，支持 P3。

### 2017
2017 年 4 月，三星发布了支持 P3 广色域的 Galaxy S8。
2017 年 6 月，苹果公司推出了第二代 12.9 英寸 iPad Pro 和新款 10.5 英寸 iPad Pro，两者均配备了支持 P3 色域的显示器。
2017 年 6 月，OnePlus 5。 
2017 年 9 月，苹果公司推出了支持 P3 色域的 iPhone 8 和 8 Plus。他们还推出了iPhone X，它也覆盖了 P3 色域的 103％。 
2017 年 10 月，Google 发布了涵盖 95％ P3 色域的 Pixel 2 和覆盖 100％ P3 色域的 Pixel 2 XL。 
2017 年 11 月，HTC 宣布推出支持 DCI-P3 色域的 HTC U11 + 手机。 
2017 年 12 月，苹果发布了 iMac Pro，支持 P3 色域。

### 2018
2018 年 4 月，華碩發佈了支持 DCI-P3 色域的 ZenFone 5(ZE620KL) 手機。
2018 年 6 月，華碩再發佈支持 DCI-P3 色域的 ZenFone 5z(ZS620KL) 手機。

### 2019
2019 年 3 月, 明基發布了DCI-P3 色域覆蓋 100% 的 4K HDR 家庭劇院投影機 W5700。
2019 年 6 月，技嘉發佈了覆蓋100% DCI-P3 色域的 AERO 15 OLED筆記型電腦。

## 系统比色法
| 色彩空间    | 白点   | 白点   | 原色  | 原色  | 原色  | 原色  | 原色  | 原色  |
| 色彩空间    | xW     | yW     | xR    | yR    | xG    | yG    | xB    | yB    |
| ----------- | ------ | ------ | ----- | ----- | ----- | ----- | ----- | ----- |
| DCI-P3 D65  | 0.3127 | 0.3290 | 0.680 | 0.320 | 0.265 | 0.690 | 0.150 | 0.060 |
| DCI-P3 影院 | 0.314  | 0.351  | 0.680 | 0.320 | 0.265 | 0.690 | 0.150 | 0.060 |

DCI-P3 比 sRGB 色彩空间大了约 25%。